# Miss Uruguay

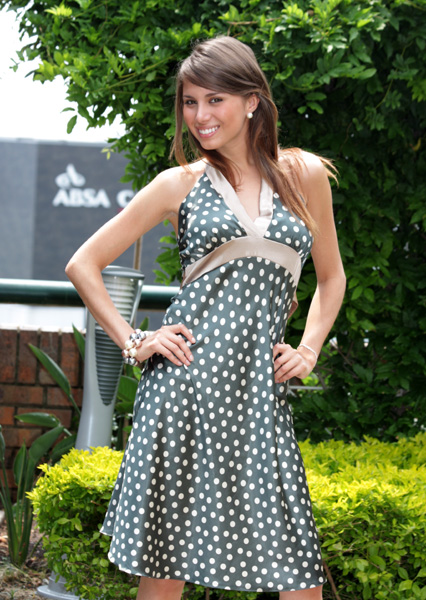
Fatimih Davila, Miss Mondo Uruguay 2008.

Miss Universo Uruguay è un concorso di bellezza femminile che si tiene annualmente in Uruguay. Durante il concorso, la cui prima edizione si è tenuta nel 2004 vengono incoronate due vincitrici: una rappresenterà il proprio paese a Miss Universo e l'altra a Miss Mondo. Dal concorso vengono selezionate anche le rappresentanti per altri concorsi internazionali come Miss International o Miss Terra.
Ogni candidata del concorso rappresenta un dipartimento statale o la capitale al concorso nazionali.

## Albo d'oro
| Anno | Miss Universo Uruguay            | Miss Mondo Uruguay                |
| ---- | -------------------------------- | --------------------------------- |
| 2004 | Nadia Theoduloz                  |                                   |
| 2004 | Nicole Dupont Giglio*            |                                   |
| 2005 | Viviana Antonela Arena Galvalisi |                                   |
| 2006 | Fatimih Dávila Sosa              |                                   |
| 2007 | Giannina Carla Silva Varela      |                                   |
| 2008 | Paula Andrea Díaz Galeone        | Fatimih Davila                    |
| 2009 | Cinthia Carolina D'Ottone Reyna  | Claudia Rossina Vanrell Escalante |
| 2010 | Stephany Ortega                  | Eliana Olivera                    |
| 2011 | Fernanda Semino                  | Belen Sogliano                    |
| 2012 | Camila Vezzoso                   | Valentina Henderson               |
| 2013 | Micaela Orsi                     |                                   |
| 2014 | Johana Riva                      | Romina Fernández                  |
| 2015 | Bianca Sánchez Picos             | Sherika de Armas                  |
| 2016 | Magdalena Cohendet               | María Romina Trotto Morales       |

*Nicole Dupont ha sostituito la reale vincitrice Nadia Theoduloz a Miss Universo 2004, dato che Nadia Theoduloz era ancora minorenne.